# Pseudepipona longebispinosa
Pseudepipona longebispinosa är en stekelart som beskrevs av Giordani Soika. Pseudepipona longebispinosa ingår i släktet Pseudepipona och familjen Eumenidae. Inga underarter finns listade i Catalogue of Life.